# North Vernon (Indiana)
North Vernon es una ciudad ubicada en el condado de Jennings en el estado estadounidense de Indiana. En el Censo de 2010 tenía una población de 6.728 habitantes y una densidad poblacional de 391,87 personas por km².

## Geografía
North Vernon se encuentra ubicada en las coordenadas 39°0′53″N 85°37′48″O / 39.01472, -85.63000. Según la Oficina del Censo de los Estados Unidos, North Vernon tiene una superficie total de 17.17 km², de la cual 17.14 km² corresponden a tierra firme y (0.15%) 0.03 km² es agua.

## Demografía
Según el censo de 2010, había 6.728 personas residiendo en North Vernon. La densidad de población era de 391,87 hab./km². De los 6.728 habitantes, North Vernon estaba compuesto por el 94.98% blancos, el 1.55% eran afroamericanos, el 0.22% eran amerindios, el 0.42% eran asiáticos, el 0% eran isleños del Pacífico, el 1.17% eran de otras razas y el 1.66% pertenecían a dos o más razas. Del total de la población el 2.41% eran hispanos o latinos de cualquier raza.